# Enyalioides laticeps
La lagartija de palo cabezona (Enyalioides laticeps) es una especie de lagarto de la familia Hoplocercidae. Se distribuye por la Amazonía occidental: este de Perú, sudeste de Colombia, este de Ecuador y en el oeste de Brasil. Probablemente se encuentre también en Bolivia. Habita sobre todo bosques primarios entre los 80 y los 1600 metros de altitud aunque también se encuentra en bosques secundarios.
Los machos miden en torno a 33 cm de longitud y las hembras 23 cm. La cola es cerca de la mitad de la longitud total en las hembras y dos terceras partes en los machos. Tiene una cabeza grande. Es de coloración variable, normalmente con un dorso verde o marrón y con manchas irregulares y variadas que pueden incluir un moteado pálido, bandas diagonales pálidas, patrones reticulados marrones, o bandas diagonales oscuras en los flancos. Los machos tienen una garganta blanquecina con bandas diagonales de color marrón, rojizo, azul o naranja y una gran mancha color negro o marrón oscuro. También tienen un vientre de color anaranjado. En cambio las hembras tienen una garganta color crema sin ninguna marca y el vientre también es crema. Los juveniles tienen una coloración más clara y parecida a la de las hembras. Algunos individuos pueden tener una hilera continua de escamas puntiagudas de la cabeza a la cola.
Es un lagarto principalmente arbóreo y diurno. Se alimenta de pequeños artrópodos, sobre todo arañas, orugas y larvas de escarabajos. Caza por emboscada. Usa el camuflaje para evitar a sus depredadores. Si son molestados pueden cambiar su coloración de verde a marrón.  Las hembras ponen entre 5 y 7 huevos.